# Matthias Grundmann
Matthias Grundmann (* 1959) ist ein deutscher Soziologe.
Er ist seit 2000 Professor für Sozialisation am Institut für Soziologie an der Westfälischen-Wilhelms-Universität Münster. Seine Schwerpunkte liegen in der Sozialisations-, Bildungs- sowie der Nachhaltigkeits- und Gemeinschaftsforschung.
Matthias Grundmann ist Mitherausgeber der Zeitschrift für Soziologie der Erziehung und Sozialisation und Beirat der Zeitschrift Soziale Passagen.

## Werdegang
Grundmann studierte von 1980 bis 1986 an der Gerhard-Mercator-Universität Duisburg Soziologie, Geschichte, Religionswissenschaft. Zwischen 1986 und 1990 arbeitete Grundmann u. a. in Duisburg, Berlin und Chapel Hill (North Carolina) an seiner Dissertation. 1986 bis 1987 arbeitete er als Wissenschaftlicher Mitarbeiter an der Universität Duisburg. Von 1987 bis 1990 war er im Forschungsbereich Bildung, Arbeit und gesellschaftliche Entwicklung am Max-Planck-Institut für Bildungsforschung beschäftigt. Seine Promotion schloss er 1990 in Soziologie an der Freien Universität Berlin ab. 1990 bis 1997 arbeitete er als Wissenschaftlicher Mitarbeiter im Forschungsbereich Entwicklung und Sozialisation am Max-Planck-Institut für Bildungsforschung. Zwischen 1998 und 1999 vertrat er zunächst eine Professur für Allgemeine Soziologie an der Technischen Universität Chemnitz. 1999 war er Gastprofessor an der Humboldt-Universität Berlin. 2000 wurde er zum Universitätsprofessor an der Universität Münster berufen. Seit 2002 hat er zusätzlich das Amt des geschäftsführenden Direktors des Instituts für Soziologie an der Universität Münster inne.

## Arbeitskreis für Gemeinschafts- und Nachhaltigkeitsforschung
Grundmann gründete 2014/15 mit Dieter Hoffmeister den Arbeitskreis für Gemeinschafts- und Nachhaltigkeitsforschung an der Universität Münster. Laut Selbstbeschreibung liegt sein Zweck in der Bündelung und dem Ausbau von Forschungs- und Lehraktivitäten im Bereich der Gemeinschafts- und sozialökologischen Sozialisationsforschung, der Stadt- und Regionalforschung sowie der inter- und transdisziplinären Transformationsforschung.
Seit 2015 gibt Matthias Grundmann mit dem Arbeitskreis für Gemeinschafts- und Nachhaltigkeitsforschung die digitale Schriftenreihe Soziologie und Nachhaltigkeit heraus.

## Schriften (Auswahl)
- Familienstruktur und Lebensverlauf. Gesellschaftliche und historische Bedingungen der individuellen Entwicklung. Campus-Verlag, Frankfurt a. M. 1992, ISBN 3-593-34756-3.
- Norm und Konstruktion: Zur Dialektik von Bildungsvererbung und Bildungsaneignung. Leske + Budrich, Opladen 1998, ISBN 978-3-8100-2191-5.
- Konstruktivistische Sozialisationsforschung. Lebensweltliche Erfahrungskontexte, individuelle Handlungskompetenzen und die Konstruktion sozialer Strukturen. Suhrkamp, Frankfurt a. M. 1999, ISBN 978-3-518-29029-3.
- Sozialisation. Skizze einer allgemeinen Theorie. UVK Verlagsgesellschaft. Konstanz 2006, ISBN 978-3-8252-2783-8.
- mit Klaus Hurrelmann, Ullrich Bauer und Sabine Walper (Hrsg.): Handbuch Soziali-sationsforschung. 8. Aufl. Beltz, Weinheim 2015, ISBN 978-3-407-83183-5.